# Процентный своп
Процентный своп (англ. interest rate swap, IRS) — производный финансовый инструмент в форме соглашения между двумя сторонами о том, что в определенную дату одна сторона заплатит второй стороне фиксированный процент на определенную сумму и получит платёж на сумму процента по плавающей ставке (например, по ставке LIBOR) от второй стороны. Фактически, это соглашение о замене одной формы процентных платежей на другую. На практике такие платежи неттингуются.
Соглашение о будущей процентной ставке (англ. Forward Rate Agreement) — стандартизованный процентный своп.
Процентные свопы обычно используют при хеджировании (страховании) операций с активами и пассивами для взаимного перевода фиксированных ставок в плавающие и наоборот. Процентные свопы являются очень популярными и высоко ликвидными инструментами. Это позволяет использовать их для спекулятивных операций.

## Структура
В сделке IRS каждый контрагент обязуется платить фиксированную или плавающую ставку, выраженную в той или иной валюте, в пользу другого контрагента. Фиксированная или плавающая ставка умножается на условную основную сумму (скажем, 1 млн долл. США). Обмен этой условной суммой между контрагентами, как правило, не осуществляется, она используется только для расчета размеров процентных денежных потоков, подлежащих обмену.

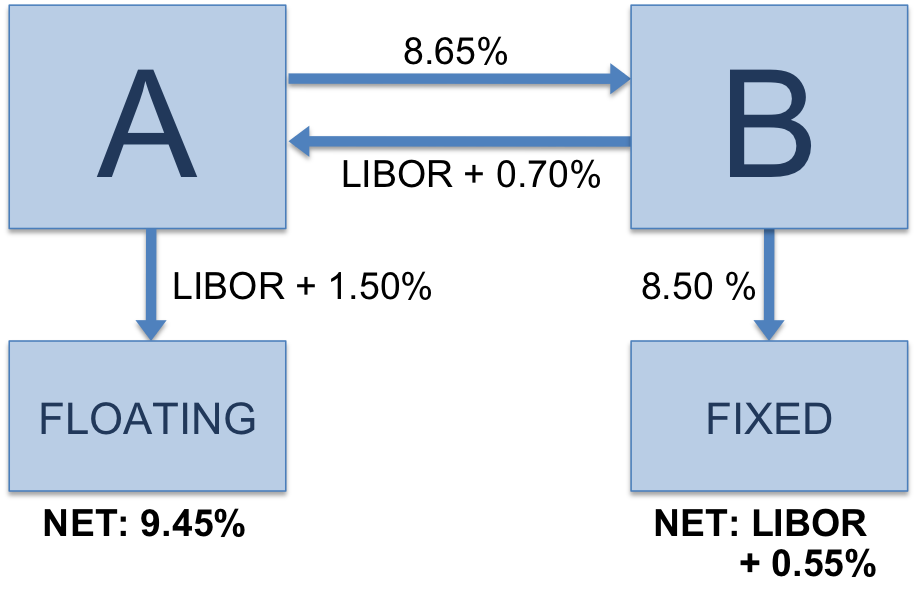
Сторона A в настоящее время платит плавающую ставку, но хочет платить фиксированную. B в настоящее время платит фиксированную ставку, но хочет платить плавающую.
По заключению сделки IRS, чистый результат таков, что стороны могут «обменять» свои текущие процентные обязательства на желаемые процентные обязательства.

Наиболее общепринятым IRS является сделка, в которой один контрагент (контрагент A) выплачивает фиксированную ставку (ставку своп-сделки) в пользу контрагента B, получая взамен плавающую ставку (обычно привязанную к базисной ставке, например, LIBOR или MOSPRIME).
- A платит фиксированную ставку в пользу B (А получает плавающую ставку)
- B выплачивает плавающую ставку в пользу A (B получает фиксированную ставку).

Рассмотрим сделку IRS, по которой сторона А, имеющая кредит (перед третьей стороной) по плавающей ставке LIBOR+150 (=+1,50 %), обязуется выплачивать в пользу стороны B фиксированные периодические процентные платежи по ставке 8,65 % (ставка свопа) в обмен на периодические процентные выплаты по ставке LIBOR+70 базисных пунктов («бп», =+0,70 %). То есть А имеет «сумму», с которой получает фиксированный доход по ставке свопа, но хотела бы иметь доход по плавающей ставке, то есть такой же, как и обязательства по кредиту: LIBOR+. Она обращается к В с целью заключения процентного свопа — сделки, по которой А станет получать доход с «суммы» по ставке LIBOR+ вместо фиксированной ставки (ставка свопа), а В станет получать со своей суммы доход по фиксированной ставке взамен плавающей LIBOR+. Выгода для А заключается в том, что своп исключает расхождение между доходом от «суммы» и расходом на кредит — теперь они оба привязаны к ставке LIBOR.
Стоит обратить внимание на то, что:
1. обмена основной суммы между сторонами не происходит и что
2. процентные ставки применяются к «условной» (то есть воображаемой) основной сумме.
3. процентные платежи не выплачиваются в полной сумме, а производится их взаимозачет между сторонами, после чего выплачивается сальдо взаимозачета.

{\displaystyle (LIBOR+1,50\%)+8,65\%-(LIBOR+0,70\%)=9,45\%}, net.
Фиксированная ставка (8,65 % в данном примере) называется ставкой свопа.
Рисунок: А получает фиксированный доход 8,65 %, а платит LIBOR+1.50 %. А хочет оба потока привести к виду LIBOR+. А заключает своп с В — «перенаправляет ему доход 8,65 %» (в реальности не весь, а только сальдо «неттинг» — разницу между 8,65 % и LIBOR+0,70 %) и «получает доход LIBOR+0.70 %». Так как доход с актива на рисунке не отображен в явном виде, это может вводить в заблуждение.
В момент заключения сделки, pricing свопа таков, что своп имеет нулевую текущую чистую стоимость ({\displaystyle NPV=0}).
Если одна из сторон желает платить 50 бп сверх ставки свопа, вторая сторона должна выплатить около 50 бп над LIBOR, чтобы компенсировать это.

## Типы

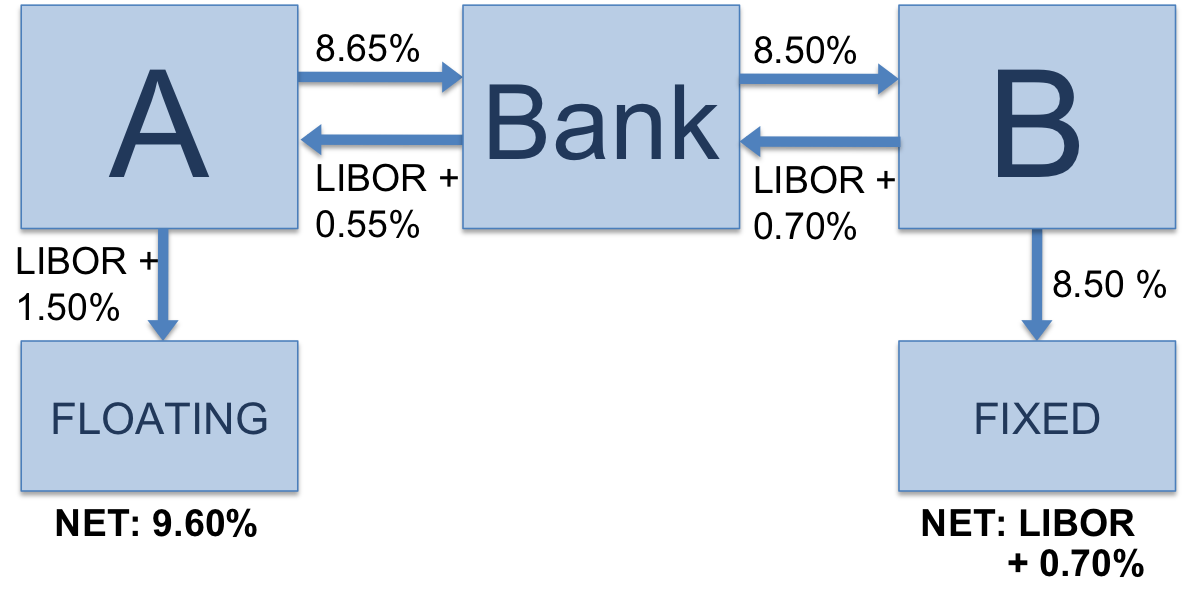
Обычно стороны не заключают сделки своп напрямую друг с другом, а заключают отдельные свопы, используя посредника — банк, который в качестве платы за услуги взимает спред по процентным платежам (в данном примере он равен 0,30 %).

Являясь внебиржевым инструментом, сделки IRS могут заключаться на различных условиях для удовлетворения специфических потребностей сторон сделки.
Наиболее распространенными являются сделки обмена:
- фиксированной ставки на фиксированную — {\displaystyle fixed-for-fixed} (если доход в валюте А, выплаты в валюте В, оба — фиксированные, то проводится своп А — в — В, чтобы и доход и выплаты осуществлялись в одной валюте В, и колебания А/В исключены)
- фиксированной ставки на плавающую — {\displaystyle fixed-for-floating}
- плавающей ставки на плавающую — {\displaystyle floating-for-floating}

Стороны сделки могут быть в одной валюте или в двух разных валютах. (Сделки {\displaystyle fixed-for-fixed} в одной валюте, как правило, невозможны, поскольку весь поток может быть предсказан с самого начала сделки и для сторон нет смысла заключать контракт IRS, так как они могут сразу произвести взаиморасчет по известным будущим процентным платежам).

### Fixed-For-Floating, одна валюта
Сторона В
- платит (получает) фиксированную ставку в валюте А и
- получает (платит) плавающую ставку в валюте А, индексированную по кривой X на условную сумму N на срок Т лет.

(в реальности производится перевод от А к В (или наоборот — зависит от того, чей платеж больше) на величину сальдо (неттинга) — разницы «платежей»)
Например, вы платите фиксированную ставку 5,32 % ежемесячно в обмен на Libor USD 1M также ежемесячно на условную сумму 1 млн долл. США в течение 3 лет.
Сторона, которая платит фиксированную ставку в обмен на плавающую имеет длинную IRS позицию. Процентные свопы, фактически, являются простым обменом одного набора процентных платежей на другой.
Свопы {\displaystyle Fixed-for-floating} в одной валюте используются для обмена
- активов / пассивов с фиксированной ставкой на
- активы / пассивы с плавающей ставкой и наоборот.

Например, если компания имеет
1. кредит с фиксированной ставкой 5,3 % на 10 миллионов USD с ежемесячной выплатой процентов и
2. инвестицию в размере 10 миллионов USD с доходностью 1М USD Libor + 25 бп с ежемесячными фиксингом и выплатами

она может заключить контракт {\displaystyle fixed-for-floating} IRS
По нему она будет:
1. платить плавающую ставку USD 1M Libor+25 бп
2. получать фиксированную ставку 5,5 %,
зафиксировав, тем самым, доход в размере 20 бп.

### Fixed-For-Floating, 2 валюты
Сторона P
- платит (получает) фиксированную ставку в валюте А и
- получает (платит) плавающую ставку в валюте B, индексированную по кривой X на условную сумму N на срок Т лет.

Например, вы платите фиксированную ставку 5,32 % ежеквартально на условную сумму {\displaystyle {\text{10 MM USD}}} в обмен на {\displaystyle {\text{TIBOR USD 3M}}} также ежеквартально на условную сумму 1.2 млрд йен в течение 3 лет.
По беспоставочному свопу долларовый эквивалент процентных платежей по йене будет уплачен / получен в соответствии с курсом USD/JPY, действующим в дату фиксинга для даты валютирования процентного платежа. Обмена суммами основного долга не производится. Платежи возникают только при:
- наступления даты фиксинга и
- наступления даты начала свопа (в случае, если дата начала свопа начинается отдаленном будущем относительно даты заключения сделки).

Свопы {\displaystyle Fixed-for-floating} в 2 валютах используются для обмена
- активов / пассивов с фиксированной ставкой в одной валюте на
- активы / пассивы с плавающей ставкой в другой валюте и наоборот.

Например, если компания
1. имеет
  - кредит с фиксированной ставкой 5,3 % на 10 миллионов USD с ежемесячной выплатой процентов и
  - инвестицию в размере 1.2 млрд. JPY с доходностью 1М JPY Libor + 50 бп с ежемесячными фиксингом и выплатами и
2. хочет зафиксировать доход в долларах США, ожидая, что
  - ставка JPY 1M Libor упадет или
  - USDJPY вырастет (стоимость йены упадет относительно доллара)

она может заключить контракт {\displaystyle fixed-for-floating} IRS в двух валютах, по которому она будет:
1. платить плавающую ставку JPY 1M Libor+50 бп
2. получать фиксированную ставку USD 5,6 %,
зафиксировав, тем самым, доход в размере 30 бп по процентной ставки и валютной позиции.

### Floating-For-Floating, одна валюта
Сторона P
- платит (получает) плавающую ставку в валюте A, индексированную по кривой X
- получает (платит) плавающую ставку в валюте A, индексированную по кривой Y на условную сумму N на срок Т лет.

Например, вы платите плавающую ставку {\displaystyle {\text{JPY LIBOR 1M}}} ежемесячно в обмен на {\displaystyle {\text{JPY TIBOR 1M}}} также ежемесячно на условную сумму 1 млрд йен в течение 3 лет.
{\displaystyle Floating-for-floating} свопы используют для хеджирования или спекуляции против расширения или сужения спреда между двумя индексами.
Например, если компания
1. имеет
  - кредит с плавающей ставкой {\displaystyle {\text{JPY LIBOR 1M}}} и
  - инвестицию с доходностью {\displaystyle {\text{JPY TIBOR 1M +30bps}}} 
и сейчас {\displaystyle {\text{JPY 1M TIBOR = JPY 1M LIBOR + 10bps}}}, в настоящие момент компания имеет чистый доход в размере 40 бп.

Если компания
1. считает, что
  - {\displaystyle {\text{JPY TIBOR 1M +30bps}}} снизится относительно {\displaystyle LIBOR} или
  - {\displaystyle {\text{JPY LIBOR 1M}}} вырастет относительно {\displaystyle TIBOR} и
2. хочет исключить этот риск

она может заключить контракт {\displaystyle floating-for-floating} IRS в одной валюте, по которому она будет, например:
1. платить плавающую ставку JPY TIBOR + 30 bps
2. получать плавающую ставку JPY LIBOR + 35 bps,
зафиксировав, тем самым, доход в размере 35 бп по процентной ставки вместо текущего спреда в 40 бп и риска индекса. Природа разницы в 5 бп лежит в стоимости свопа, которая состоит из
  1. рыночных ожиданий изменения спреда между индексами и
  2. bid/offer спреда, являющегося комиссией своп дилера

{\displaystyle Floating-for-floating} свопы используются также и при использовании одного и того же индекса, но
- с разными датами процентных платежей или
- с использованием разных конвенций определения бизнес дней.

Данные свопы практически не используются спекулянтами, но имеют важное значения для управления активами и пассивами. Примером может служить своп 3M LIBOR,
- уплачиваемый prior non-business day convention, ежеквартально по правилу JAJO (то есть, Январь, Апрель, Июль, Октябрь) 30-го числа, против
- FMAN (то есть, Февраль, Май, Август, Ноябрь) 28 modified following.

### Floating-For-Floating, 2 валюты
Сторона P
- платит (получает) плавающую ставку в валюте A, индексированную по кривой X
- получает (платит) плавающую ставку в валюте B, индексированную по кривой Y на условную сумму N по первоначальному FX курсу на срок Т лет.

Например, вы платите плавающую ставку {\displaystyle {\text{USD LIBOR 1M}}} ежеквартально на сумму USD 10 млн в обмен на {\displaystyle {\text{JPY TIBOR 3M}}} также ежемесячно на условную сумму 1.2 млрд йен (по первоначальному FX курсу USD/JPY 120) в течение 4 лет.
Для понимания данного типа свопа рассмотрим американскую компанию, осуществляющую свои операции в Японии. Для финансирования своего развития в Японии компании требуется 10 млрд йен. Простейшим решением для компании будет выпуск облигаций в Японии. Так как компания может быть новичком на японском рынке и не иметь требуемой репутации среди японских инвесторов выпуск облигаций может быть дорогим вариантом. Вдобавок ко всему сказанному компания может не иметь
- надлежащей программы страхования облигационных выпусков в Японии и
- осуществлять развитых казначейских функций на территории Японии

Для решения указанных проблем компания может выпустить облигации на территории США и конвертировать доллары в иены. Хотя данные действия решают первые проблемы они создают новые риски для компании:
- FX риск. Если курс USDJPY вырастет к дате погашения облигаций, то когда компания конвертирует иены в доллары для выплаты долга по облигациям она получит меньше долларов и, соответственно, понесет курсовые убытки
- Процентный риск по USD и JPY. Если ставки по иенам снизятся, то доходность по вложениям компании в Японии может упасть — это и порождает процентный риск.

Валютный риск может быть исключен с помощью хеджирования с использованием форвард FX контрактов, но это порождает новый риск — процентная ставка примененная для определения форвард FX курса фиксированная, в то время как доходность инвестиций в Японии имеет плавающую структуру.
Хотя существует еще несколько опций для хеджирования валютного и процентного рисков, самым простым и наиболее эффективным способом является заключение {\displaystyle floating-for-floating} свопа в двух валютах. В этом случае компания получает средства путём выпуска долларовых облигаций и свопует их в доллары США.
В результате она
- получает плавающую ставку в USD, соответствующую её расходам по обслуживанию выпущенных ей облигаций и
- платит плавающую ставку по JPY, соответствующую её доходам по вложениям в иенах.

### Fixed-For-Fixed, 2 валюты
Сторона P
- платит (получает) фиксированную ставку в валюте A,
- получает (платит) фиксированную ставку в валюте B на срок Т лет.

Например, вы платите JPY 1,6 % на условную сумму 1.2 млрд иен в обмен на USD 5,36 % на эквивалентную условную сумму 10 млн долларов по первоначальному FX курсу 120 USDJPY.

### Другие вариации
Возможны иные варианты, хотя они менее распространены. В основном они предназначены для совершенного хеджирования облигации, обеспечивая полное соответствие процентных платежей — по облигации и свопу. Данные варианты могут порождать свопы, в которых основная сумма выплачивается одним или несколькими платежами в отличие от обычных свопов, в которых происходит простой обмен процентными потоками — например, для хеджирования операций coupon strip.

## Применение
Процентные свопы находят применение в самых разных инвестиционных стратегиях. Они являются популярным инструментом для хеджирования и финансовых спекуляций.

### Хеджирование
Фиксация процентной ставки по соглашению своп позволяет захеджироваться от падения процентных ставок.
С другой стороны, контрагент, получающий «плавающую» ногу, будет в выигрыше при снижении процентных ставок.

### Спекуляции
Благодаря низкому порогу вхождения в позицию по процентному свопу они пользуются популярностью у трейдеров, спекулирующих на движении процентных ставок.
Так, вместо того, чтобы открывать полноценную короткую позицию по базовому активу, по которому ожидается падение цены, трейдеру достаточно заключить соглашение своп, фиксирующее процентную ставку на аналогичный период.

## Ценообразование
Стоимость фиксированной ноги определяется как текущая стоимость фиксированных процентных платежей, известных в момент заключения сделки или в любой момент её существования.
{\displaystyle PV_{\text{fixed}}=C\times \sum _{i=1}^{M}(P\times {\frac {t_{i}}{T_{i}}}\times df_{i})}
где
{\displaystyle C} — ставка свопа
{\displaystyle M} — количество периодов фиксированных процентных платежей,
{\displaystyle P} — номинальная сумма сделки,
{\displaystyle t_{i}} — количество дней в процентном периоде {\displaystyle i},
{\displaystyle T_{i}} — финансовая база валюты в соответствии с конвенцией и
{\displaystyle df_{i}} — фактор дисконтирования.
В начале свопа известны только величины будущих процентных платежей по фиксированной ноге. Ставки LIBOR в будущем неизвестны, поэтому плавающая нога рассчитывается одним из двух способов:
- на основании текущей стоимости плавающих процентных платежей, определённых в момент заключения сделки (как бескупонная облигация);
- по форвардным процентным ставкам (FRA).

В первом способе каждый поток дисконтируется с использованием бескупонной ставки. Также используются данные кривой ставок, доступные на рынке. Бескупонные ставки используются потому, что они порождают только один денежный поток — как и в нашем случае расчета. Таким образом, процентный своп рассматривается как серия бескупонных облигаций.
При втором способе каждый плавающий процентный платеж рассчитывается на основании форвардных процентных ставок для соответствующих дат платежей. Использование этих ставок дает серии процентных платежей.
В результате стоимость плавающей ноги свопа для метода FRA рассчитывается следующим образом:
{\displaystyle PV_{\text{float}}=\sum _{j=1}^{N}(P\times f_{j}\times {\frac {t_{j}}{T_{j}}}\times df_{j})}
где
{\displaystyle N} — количество процентных плавающих платежей,
{\displaystyle f_{j}} — форвардная процентная ставка,
{\displaystyle P} — номинальная сумма сделки,
{\displaystyle t_{j}} — количество дней в процентном периоде {\displaystyle j},
{\displaystyle T_{j}} — финансовая база валюты в соответствии с конвенцией и
{\displaystyle df_{j}} — фактор дисконтирования. Фактор дисконтирования всегда начинается с 1.
Фактор рассчитывается следующим образом:
{\displaystyle {df_{CurrentPeriod}}={\frac {df_{PreviousPeriod}}{1+ForwardRate_{PreviousPeriod}\times YearFraction}}}.
Фиксированная ставка, котируемая по сделке своп — ставка, которая дает текущую стоимость фиксированных денежных потоков равную текущей стоимости плавающих процентных потоков, рассчитанную по форвардным процентным ставкам, действующим на дату расчета:
{\displaystyle C={\frac {PV_{\text{float}}}{\sum _{i=1}^{M}(P\times {\frac {t_{i}}{T_{i}}}\times df_{i})}}}
В момент заключения сделки, ни одна из сторон договора не имеет преимуществ по стоимости ног свопа, то есть:
{\displaystyle PV_{\text{fixed}}=PV_{\text{float}}}
Таким образом, в момент заключения сделки не происходит каких-либо платежей между сторонами.
В течение жизни сделки та же техника ценообразования используется для оценки стоимости свопа, но так как с течением времени форвардные ставки изменяются, текущая стоимость ({\displaystyle PV}) плавающей ноги свопа будет отличаться от неизменной фиксированной ноги.
Следовательно, своп станет обязательством одной стороны и требованием другой — в зависимости от направления изменения процентных ставок.

## Риски
Позиция по процентному свопу содержит процентные и кредитные риски для сторон договора.
- Процентный риск возникает из возможности изменения рыночных процентных ставок. В сделке {\displaystyle fixed-for-floating} сторона, платящая плавающую ставку выигрывает от падения рыночных ставок. (Сторона, платящая фиксированную ставку имеет процентных риск, аналогичный процентному риску длинной позиции облигации с фиксированным купоном)
- Кредитный риск появляется в момент, когда своп находится в состоянии {\displaystyle in-the-money}. Если одна из Сторон сделки находится {\displaystyle in-the-money}, она несёт предрасчётный риск дефолта второй Стороны по сделке.